# Dysschema splendidissima
Dysschema splendidissima là một loài bướm đêm thuộc phân họ Arctiinae, họ Erebidae.